# Гонще
Гонще (пол. Gąszcze) — село в Польщі, у гміні Галевіце Верушовського повіту Лодзинського воєводства.
Населення — 99 осіб (2011).
У 1975-1998 роках село належало до Каліського воєводства.

## Демографія
Демографічна структура станом на 31 березня 2011 року:
|          | Загалом | Допрацездатний вік | Працездатний вік | Постпрацездатний вік |
| -------- | ------- | ------------------ | ---------------- | -------------------- |
| Чоловіки | 45      | 8                  | 33               | 4                    |
| Жінки    | 54      | 13                 | 28               | 13                   |
| Разом    | 99      | 21                 | 61               | 17                   |